# Кампо д'Адоро (Фрозиноне)
Кампо д'Адоро је насеље у Италији у округу Фрозиноне, региону Лацио.
Према процени из 2011. у насељу је живело 38 становника. Насеље се налази на надморској висини од 139 м.